# Severo-Ėvenskij rajon
Il Severo-Ėvenskij rajon (in russo Северо-Эвенский район?) è un rajon dell'Oblast' di Magadan, nell'Estremo Oriente Russo; il capoluogo è Ėvensk.

## Centri abitati
- Ėvensk
- Verchnij Paren'
- Garmanda
- Gižiga
- Topolovka
- Čajbucha